# Jayant Desai
Pour les articles homonymes, voir Desai.
Jayant Desai est un réalisateur indien né le 28 février 1909 à Surate et décédé le 19 avril 1976 à Bombay.

## Filmographie

### Producteur

#### Cinéma
- 1943 : Zaban
- 1954 : Miss Mala

### Réalisateur

#### Cinéma
- 1930 : Jawan Mard
- 1930 : Joban Na Jadu
- 1930 : Noor-E-Watan
- 1930 : Pahadi Kanya
- 1931 : Banke Sawariya
- 1931 : Katil Katari
- 1931 : Mukti Sangram
- 1931 : Vijay Lakshmi
- 1931 : Vilasi Atma
- 1932 : Bhutio Mahal
- 1932 : Char Chakram
- 1932 : Do Badmash
- 1932 : Fauladi Pahelwan
- 1932 : Lal Swar
- 1932 : Sipahsalar
- 1933 : Bhola Shikar
- 1933 : Bhool Bhulaiyan
- 1933 : Krishna Sudama
- 1934 : Nadira
- 1934 : Sitamgarh
- 1934 : Toofan Mail
- 1934 : Veer Babruwahan
- 1935 : College Kanya
- 1935 : Noor-E-Watan
- 1936 : Laheri Lala
- 1936 : Matlabi Duniya
- 1936 : Raj Ramani
- 1936 : Rangila Raja
- 1937 : Mitti Ka Putla
- 1937 : Toofani Toli
- 1937 : Zameen Ka Chand
- 1938 : Ban Ki Chidiya
- 1938 : Billi
- 1938 : Prithvi Putra
- 1939 : Sant Tulsidas
- 1939 : Sant Tulsidas
- 1940 : Aaj Ka Hindustan
- 1940 : Diwali
- 1941 : Beti
- 1941 : Shaadi
- 1942 : Chandni
- 1942 : Fariyaad
- 1943 : Bansari
- 1943 : Bhaktaraj
- 1943 : Tansen
- 1943 : Zaban
- 1944 : Lalkar
- 1944 : Manorama
- 1945 : Samrat Chandragupta
- 1945 : Tadbir
- 1946 : Maharana Pratap
- 1950 : Har Har Mahadev
- 1950 : Shaan
- 1950 : Veer Bhimsen
- 1951 : Dasavtaar
- 1951 : Shri Ganesh Janma
- 1952 : Amber
- 1952 : Nishan Danka
- 1952 : Shiv Shakti
- 1953 : Hazaar Raaten
- 1953 : Manchala
- 1953 : Naya Raasta
- 1954 : Miss Mala
- 1954 : Shiv Ratri
- 1955 : Sati Madalasa
- 1956 : Basant Panchami
- 1956 : Hamara Watan
- 1957 : Laxmi Pooja
- 1961 : Zamana Badal Gaya

### Scénariste

#### Cinéma
- 1934 : Sitamgarh
- 1943 : Tansen (film)